# Wasylisa Mielentiewa
Wasylisa Mielentiewa (ur. ?, zm. zap. 1578 lub 1579) rosyjska mieszczka, caryca Rosji od ok. 1577 r. jako szósta żona cara Iwana IV Groźnego.

## Życiorys
Nie są znane data, miejsce urodzenia ani rodzice Wasylisy. Jej mąż Nikita Mielentjew był koniuszym. Został skazany na śmierć za przestępstwo przeciwko carowi Iwanowi IV. Wkrótce po pogrzebie męża Wasylisa pojawiła się w pałacu carskim.
W Chronografie o małżeństwach cara Iwana Wasiljewicza można się dowiedzieć, że car "ożenił się z wdową Wasylisą Mielentjewą, której męża opricznik zabił; bardzo strojna i urodziwa, takowych nie było wśród dziewic, jakie przywożono na oględziny carowi".
Metropolita Wszechrusi nie uznał tego małżeństwa.
Badania przeprowadzone przez wielu historyków dowodzą, że małżeństwo Iwana IV Groźnego z Wasylisą Mielentiewą było jedynym przypadkiem, w którym car kierował się uczuciem.
Dzieci Wasylisy z pierwszego małżeństwa, Maria i Fiodor, tuż po ślubie ich matki z carem otrzymały wotczinę – półtora tysiąca dziesięcin ziemi ornej, rozległe lasy i łąki. 
Związek z Iwanem rozpadł się, gdy car przyłapał żonę na zdradzie z młodym sokolniczym, Iwanem Dewtielewem. Kochanek carycy został zabity i pochowany w Słobodzie Aleksandrowskiej. Do grobu obok złożono żywą Wasylisę, którą związano sznurami. Iwan IV osobiście sypał ziemię do grobu.
Istnieją teorie według których postać Wasylisy w ogóle nie istniała.